# 睿陵 (後漢)
睿陵是中国后汉高祖刘知远陵。位于河南省禹州市苌庄镇柏村西。陵墓坐北朝南，陵园辟四门，各有石狮一对。神道两旁建石雕俑群。封土高8米，周长60米。